# Poil de bourre
Pour les articles homonymes, voir Duvet et Bourre.
Le poil de bourre, également appelé sous-poil ou duvet, est un poil court et dense composant la fourrure des animaux. Plus court et fin que le poil de jarre, le poil de bourre joue un rôle dans l'isolation thermique.

## Annexe